# Little Senegal
Little Senegal è un film del 2001 diretto da Rachid Bouchareb.

## Trama
Alloune è la guida presso il museo africano La Maison des Esclaves di Gorée, in Senegal. Decide di partire negli Stati Uniti per ritrovare i discendenti dei suoi antenati, deportati come schiavi. Si ritrova nel quartiere Little Senegal di Harlem, dove vive una buona parte della comunità di emigrati, provenienti dall'Africa occidentale, compresi suo nipote e una lontana cugina. Tenta disperatamente di riunire tutta la famiglia, ma le sue azioni diventano incomprensibili per i parenti americani. Un fossato infatti separa le comunità afroamericane dagli immigrati africani più recenti.

## Riconoscimenti
- Cologne Mediterranean Film Festival
  - Premio della giuria a Rachid Bouchareb e Miglior Attore a Sotigui Kouyaté
- 2001 - Festival del cinema africano, d'Asia e America Latina di Milano
  - Premio al miglior film
- Festival Internazionale del Film Francofono di Namur
  - Premio miglior attore
- Valladolid International Film Festival
  - Premio FIPRESCI al regista